# جيني لي (ممثلة)
جيني لي (بالإنجليزية: Jennie Lee)‏ هي ممثلة أمريكية، ولدت في 23 أكتوبر 1928 في كانساس سيتي في الولايات المتحدة، وتوفيت في 24 مارس 1990 في هلندايل ‏ في الولايات المتحدة بسبب سرطان.

## وصلات خارجية
- جيني لي (ممثلة) على موقع IMDb (الإنجليزية)
- جيني لي (ممثلة) على موقع قاعدة بيانات الفيلم (الإنجليزية)